# Freiburger Institut für Musikermedizin
Das Freiburger Institut für Musikermedizin (FIM) vertritt an der Hochschule für Musik Freiburg das Fachgebiet Musikphysiologie und Musikermedizin.

## Organisation
Das Institut – gegründet 2005 – ist eine Einrichtung der Hochschule für Musik Freiburg und der Medizinischen Fakultät der Albert-Ludwigs-Universität Freiburg. Es wird geleitet von Claudia Spahn und Bernhard Richter. Das Institut richtet sich mit seiner Lehre des Fachgebietes Musikphysiologie und Musikermedizin an Musikstudierende mit dem Ziel, praktische Fähigkeiten und theoretisches Wissen zur Musikermedizin zu vermitteln. Hierzu zählen u. a. die Bereiche Bewegungslernen, Auftrittstraining und Lampenfieber. Im Universitätsklinikum Freiburg betreibt das Institut außerdem eine Ambulanz zur Behandlung von Musikern mit spezifischen Gesundheitsproblemen.
Seit seiner Gründung hat das Institut ein multimodales Therapiemodell zur Behandlung der Auftrittsangst entwickelt. Das Modell integriert unterschiedliche therapeutische Ansätze – tiefenpsychologisch und verhaltenstherapeutisch, körperorientiert und mental – mit bühnenpraktischen und musikalischen Inhalten und Übungen.